# برونسون أرويو
برونسون أرويو (بالإنجليزية: Bronson Arroyo) هو لاعب كرة قاعدة وعازف قيثارة أمريكي، ولد في 24 فبراير 1977 في كي ويست في الولايات المتحدة.

## وصلات خارجية
- برونسون أرويو على موقع دوري كرة القاعدة الرئيسي (الإنجليزية)
- برونسون أرويو على موقعبيزبول رفرنس.كوم (الدوري الرئيسي) (الإنجليزية)
- برونسون أرويو على موقعبيزبول رفرنس.كوم (الدوري الثانوي) (الإنجليزية)
- برونسون أرويو على موقع إي إس بي إن.كوم (أم.أل.بي) (الإنجليزية)
- برونسون أرويو على موقع مشجعي الرسوم البيانية (الإنجليزية)
- برونسون أرويو على موقع ميوزك برينز (الإنجليزية)